# زیچی‌اوی‌فالو
زیچی‌اوی‌فالو (به مجاری: Zichyújfalu) یک شهرداری در فیر، مجارستان است.

## تاریخچه
از این روستا برای نخستین بار در سندی به تاریخ ۱۲۳۹ یاد شده‌است.